# Jonathan Bamba
Jonathan Bamba (Alfortville, Illa de França, França, 26 de març de 1996) és un futbolista ivorià. Juga de migcampista i el seu equip és el Chicago Fire.

## Trajectòria

### Saint-Étienne
Bamba va entrar a les inferiors de l'AS Saint-Étienne el 2011.
Va debutar en la Ligue 1 el 25 de gener de 2015 contra el París Saint-Germain, va entrar al minut 82 per Yohan Mollo en una derrota a casa per 1-0. Va marcar el seu primer gol per al club el 20 de setembre de 2015 al Nantes en una victòria per 2-0 per al local.
El 18 de gener de 2016 va ser enviat com a cessió al París FC fins al terme de la temporada. Per a la temporada 2016-17 va ser enviat com a cessió al Sint-Truidense de Bèlgica; no obstant això, va tornar al club francès en la finestra d'estiu austral. El 4 de gener de 2017, Bamba va ser enviat a l'Angers de la Ligue 1 com a cessió.

### Lille
El 2 de juliol de 2018 va fitxar pel Lille OSC durant cinc anys. Va debutar amb el Lille l'11 d'agost de 2018 i va marcar el tercer gol en una victòria per 3-1 sobre el Stade Rennais. El 30 de setembre va marcar dos gols en els últims sis minuts de trobada en una victòria a casa davant l'Olympique de Marsella per 3-0. El migcampista va ser part del trident ofensiu al costat de Nicoles Pépé i Jonathan Ikoné, que va ser denominada "BIP-BIP", en una gran temporada del Lille aquell any. Bamba va marcar 13 gols en total en la Ligue 1 aquesta temporada 2018-19 que va assegurar el segon lloc en la taula final i la classificació per a la Lliga de Campions 2019-20.
Durant aquestes cinc temporades va disputar 200 partits en els quals va aconseguir 29 punts i va ajudar el club a conquistar la Ligue 1 2020-21.

### Celta de Vigo
El 18 de juliol de 2023 va fitxar pel Celta de Vigo per tres anys. Va arribar lliure després d'expirar el seu contracte amb el Lilla OSC

## Internacional
Va representar a França en categories inferiors.
D'origen ivorià, va ser convocat per la selecció de futbol de la Costa d'Ivori el març de 2023 per a disputar dos partits de classificació per a la Copa Africana de Nacions de 2023. Per a fer el seu debut, va haver d'esperar al mes de juny en una trobada davant Zàmbia en el qual van caure derrotats.

## Estadístiques
Actualitzat a l'últim partit disputat el 23 de setembre de 2023.
| Club | Div.          | Temporada     | Lliga | Lliga | Copes nacionals(1) | Copes nacionals(1) | Copes internacionals(2) | Copes internacionals(2) | Total | Total |
| Club | Div.          | Temporada     | Part. | Gols  | Part.              | Gols               | Part.                   | Gols                    | Part. | Gols  |
| --- | ------------- | ------------- | ----- | ----- | ------------------ | ------------------ | ----------------------- | ----------------------- | ----- | ----- |
| A. S. Saint-Étienne II · França | 5.ª           | 2013-14       | 25    | 8     | ―                  | ―                  | ―                       | ―                       | 25    | 8     |
| A. S. Saint-Étienne II · França | 4.ª           | 2014-15       | 21    | 2     | ―                  | ―                  | ―                       | ―                       | 21    | 2     |
| A. S. Saint-Étienne II · França | 5.ª           | 2015-16       | 5     | 2     | ―                  | ―                  | ―                       | ―                       | 5     | 2     |
| A. S. Saint-Étienne II · França | Total club    | Total club    | 51    | 12    | 0                  | 0                  | 0                       | 0                       | 51    | 12    |
| A. S. Saint-Étienne · França | 1a            | 2014-15       | 3     | 0     | 1                  | 0                  | 0                       | 0                       | 4     | 0     |
| A. S. Saint-Étienne · França | 1a            | 2015-16       | 5     | 1     | 2                  | 0                  | 4                       | 0                       | 11    | 1     |
| París F. C. · França | 2.ª           | 2015-16       | 14    | 0     | ―                  | ―                  | ―                       | ―                       | 14    | 0     |
| París F. C. · França | Total club    | Total club    | 14    | 0     | 0                  | 0                  | 0                       | 0                       | 14    | 0     |
| A. S. Saint-Étienne · França | 1a            | 2016-17       | 0     | 0     | ―                  | ―                  | 0                       | 0                       | 0     | 0     |
| Sint-Truidense · Bèlgica | 1a            | 2016-17       | 8     | 2     | 3                  | 1                  | ―                       | ―                       | 11    | 3     |
| Sint-Truidense · Bèlgica | Total club    | Total club    | 8     | 2     | 3                  | 1                  | 0                       | 0                       | 11    | 3     |
| Angers S. C. O. · França | 1a            | 2016-17       | 16    | 3     | 4                  | 0                  | ―                       | ―                       | 20    | 3     |
| Angers S. C. O. · França | Total club    | Total club    | 16    | 3     | 4                  | 0                  | 0                       | 0                       | 20    | 3     |
| Angers S. C. O. II · França | 5.ª           | 2016-17       | 1     | 1     | ―                  | ―                  | ―                       | ―                       | 1     | 1     |
| Angers S. C. O. II · França | Total club    | Total club    | 1     | 1     | 0                  | 0                  | 0                       | 0                       | 1     | 1     |
| A. S. Saint-Étienne · França | 1a            | 2017-18       | 34    | 7     | 3                  | 1                  | ―                       | ―                       | 37    | 8     |
| A. S. Saint-Étienne · França | Total club    | Total club    | 42    | 8     | 6                  | 1                  | 4                       | 0                       | 52    | 9     |
| Lille O. S. C. · França | 1a            | 2018-19       | 38    | 13    | 3                  | 1                  | ―                       | ―                       | 41    | 14    |
| Lille O. S. C. · França | 1a            | 2019-20       | 26    | 1     | 5                  | 0                  | 6                       | 0                       | 37    | 1     |
| Lille O. S. C. · França | 1a            | 2020-21       | 38    | 6     | 2                  | 0                  | 8                       | 1                       | 48    | 7     |
| Lille O. S. C. · França | 1a            | 2021-22       | 31    | 1     | 2                  | 0                  | 6                       | 0                       | 39    | 1     |
| Lille O. S. C. · França | 1a            | 2022-23       | 34    | 6     | 1                  | 0                  | ―                       | ―                       | 35    | 6     |
| Lille O. S. C. · França | Total club    | Total club    | 167   | 27    | 13                 | 1                  | 20                      | 1                       | 200   | 29    |
| R. C. Celta de Vigo · Espanya | 1a            | 2023-24       | 6     | 0     | 0                  | 0                  | ―                       | ―                       | 6     | 0     |
| R. C. Celta de Vigo · Espanya | Total club    | Total club    | 6     | 0     | 0                  | 0                  | 0                       | 0                       | 6     | 0     |
| Total carrera | Total carrera | Total carrera | 305   | 53    | 26                 | 3                  | 24                      | 1                       | 355   | 57    |
| (1) Inclou dades de la Copa de francesa de futbol, la Copa de la lliga de França, la Copa belga i la Supercopa françesa de futbol. (2) Inclou dades de la lliga Europa de la UEFA (2015-16) i la lliga de Campions de la UEFA (2019-20). |               |               |       |       |                    |                    |                         |                         |       |       |

## Palmarès

### Títols nacionals
| Títol               | Club           | País   | Any     |
| ------------------- | -------------- | ------ | ------- |
| Ligue 1             | Lilla O. S. C. | França | 2020-21 |
| Supercopa de França | Lilla O. S. C. | França | 2021    |